# Jean-Baptiste Baujault
Jean-Baptiste Baujault (La Crèche, 19 april 1828 - aldaar, 27 november 1899) was een Frans beeldhouwer.

## Biografie
Baujaults vader was steenhouwer. Zijn talent werd opgemerkt en hij kreeg een beurs zodat hij les kon volgen aan de École des Beaux-Arts van Niort. Tussen 1852 en 1856 volgde hij les aan de École des Beaux-Arts van Parijs, waar François Jouffroy een van zijn leermeesters was. In 1859 werd een eerste werk aanvaard op de Parijse Salon. Hij exposeerde er regelmatig tot 1896.
In 1880 werd hij benoemd tot ridder in het Légion d'Honneur. En in 1889 ontving hij een zilveren medaille op de Wereldtentoonstelling van Parijs.
Na een succesvolle carrière trok hij zich terug in zijn geboortedorp waar hij in 1899 overleed. Hij werd er begraven op de begraafplaats van Breloux.

## Werk

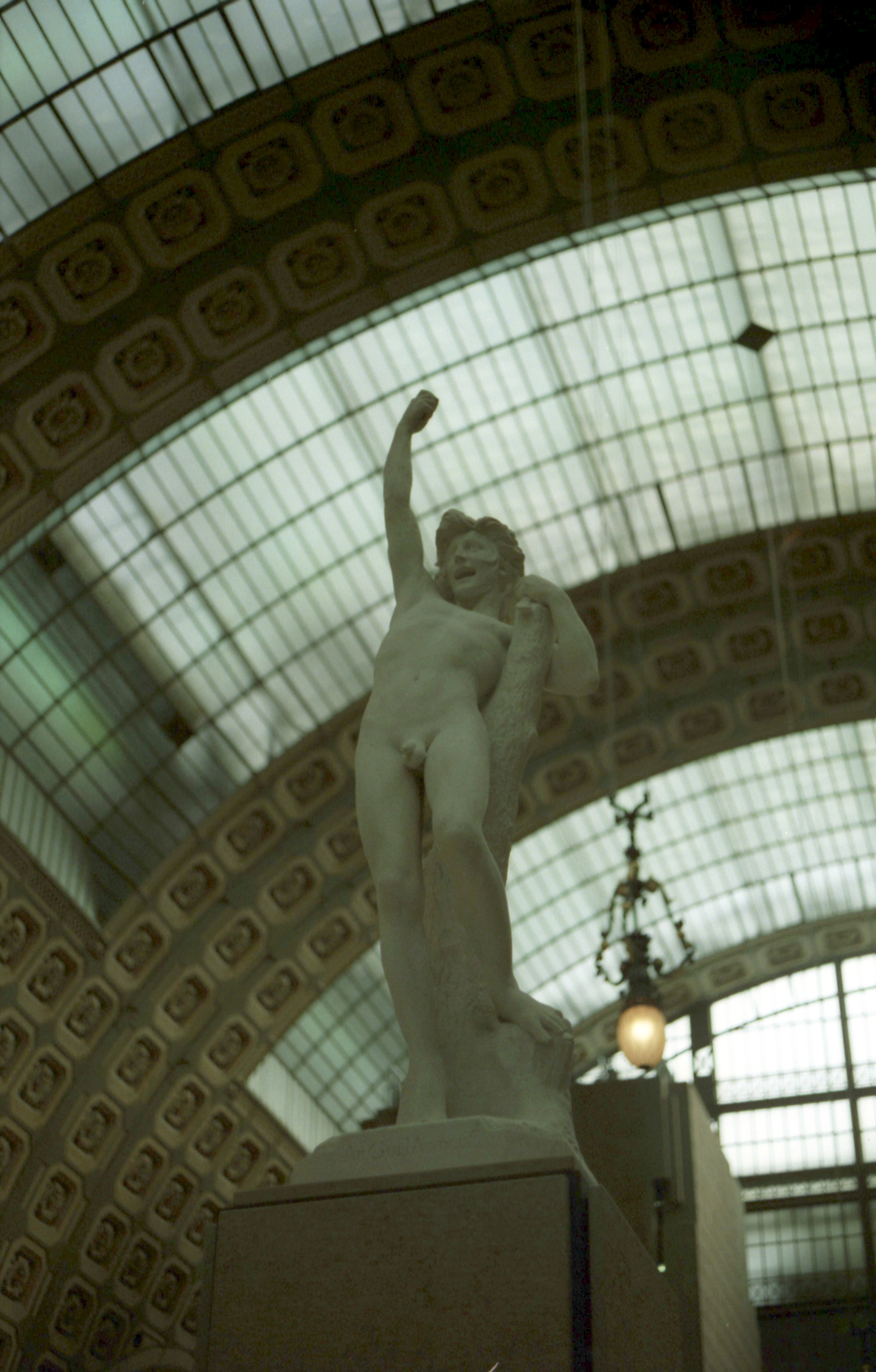
Jonge Galliër of Au Gui l'An neuf (1875, Musée d'Orsay, eerder in de Jardins des Tuileries)
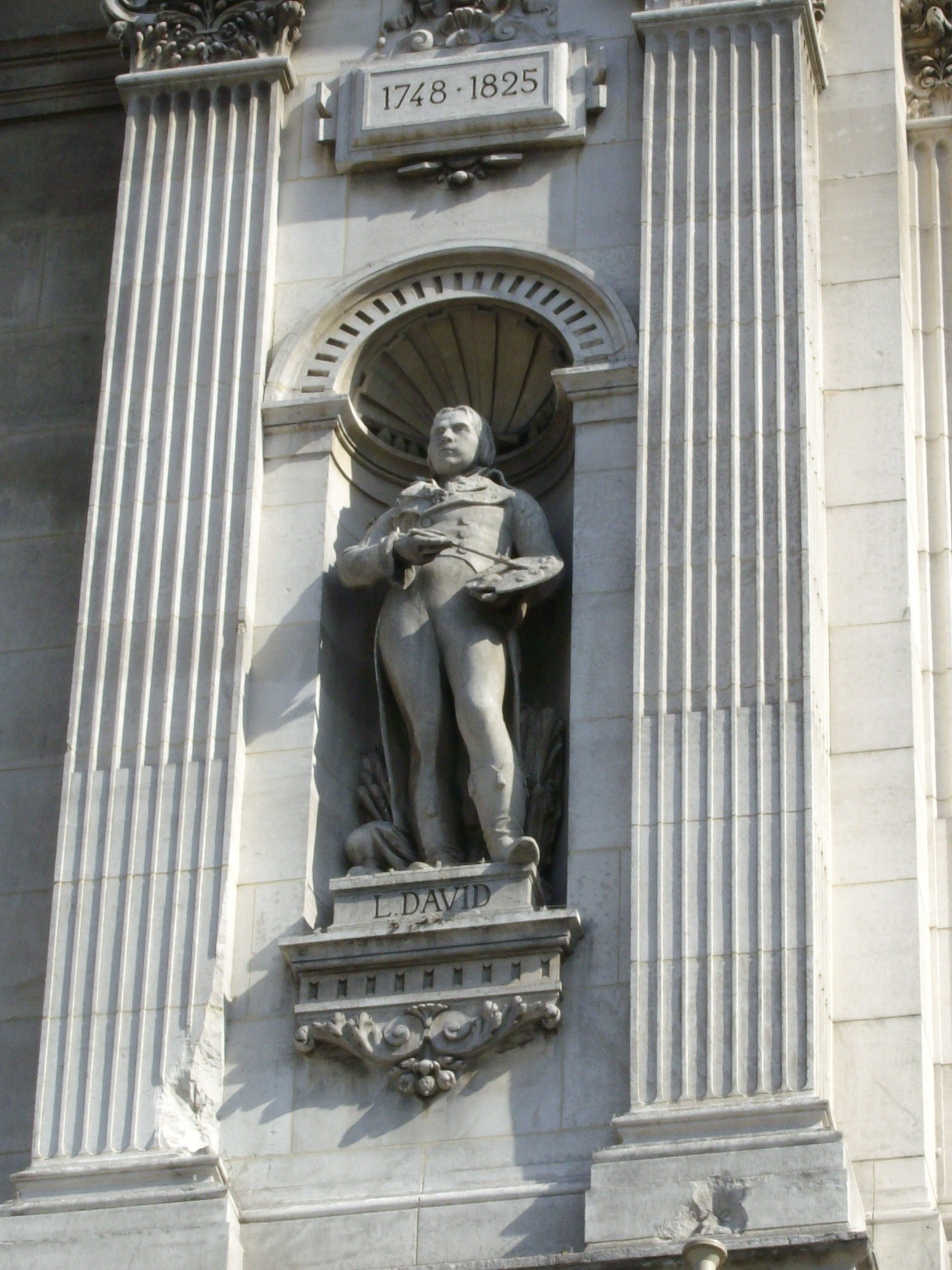
Beeld van schilder Jacques-Louis David (Stadhuis van Parijs)
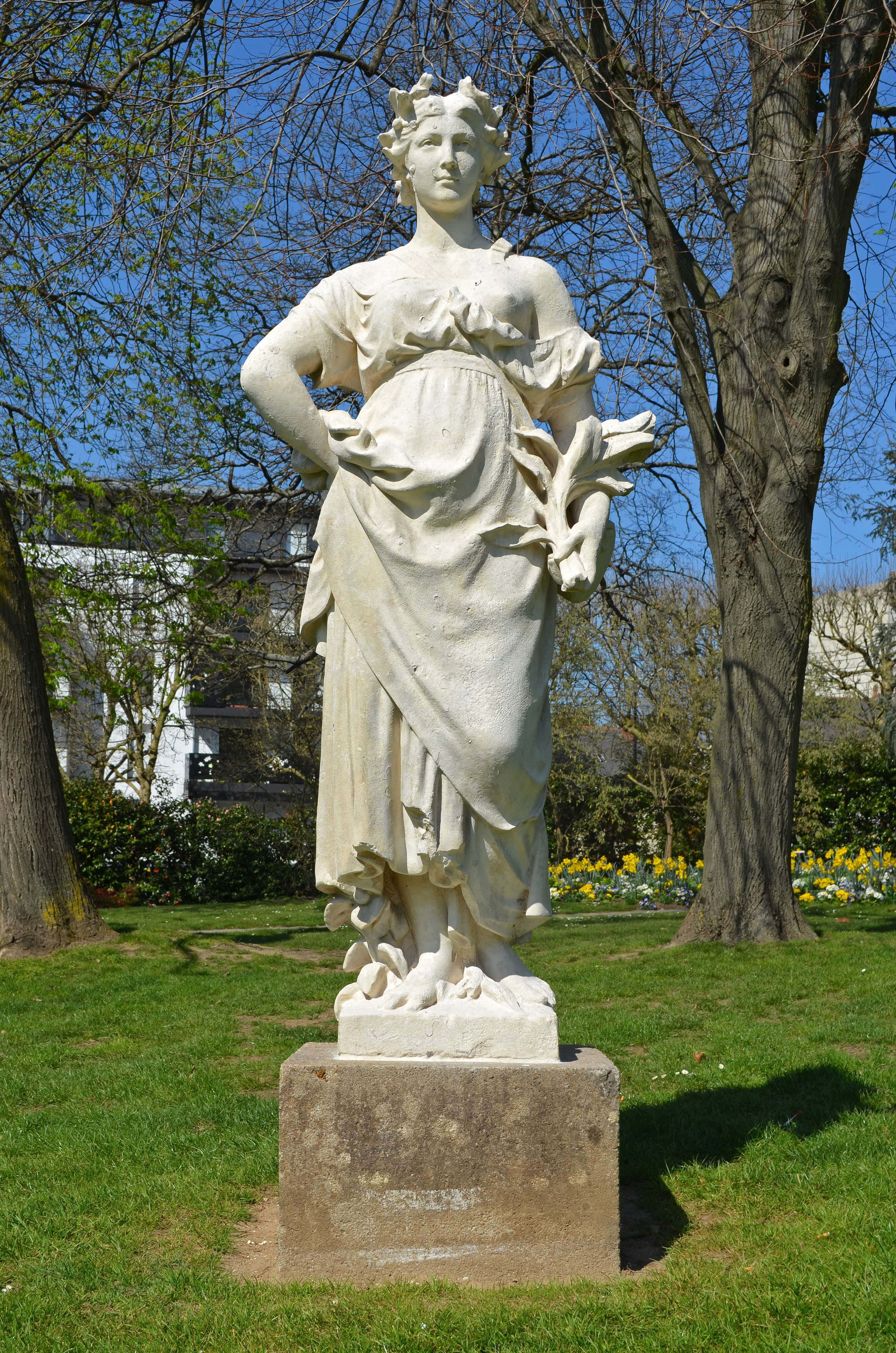
La Botanique (Parc de Procé, Nantes)
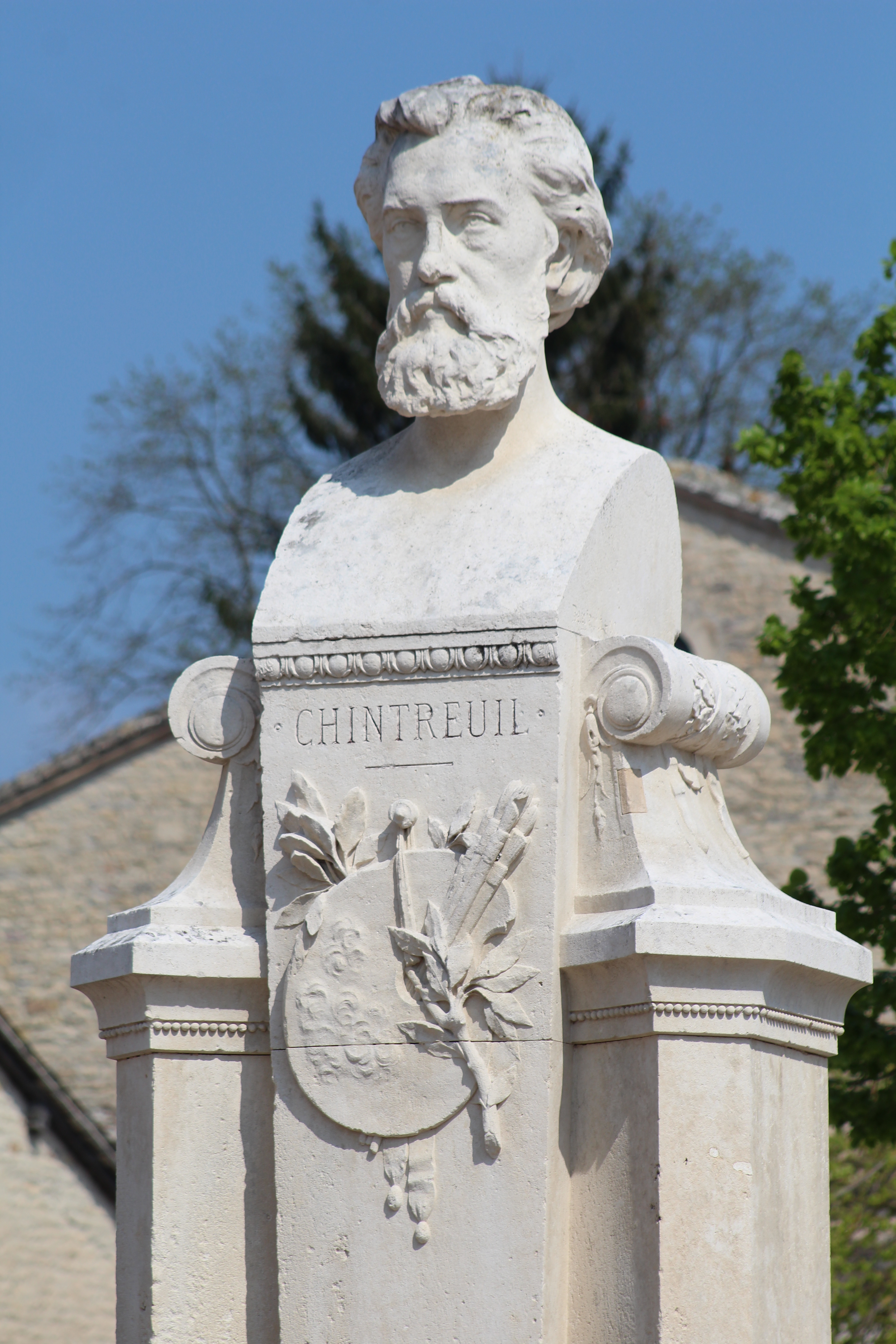
Buste van Antoine Chintreuil (Pont-de-Vaux)